# Отонівський провулок
Провулок Отонівський — вулиця в Одесі, в історичному центрі міста, від Преображенської вулиці до вулиці Гоголя.

## Історія
На картах міста — з 1836 року. Перша назва — Малий провулок. З 1864 — Малий Софіївський (Малософієвський, іменувався іноді й вулицею), Казарменний провулок (1866).
З 1937 року провулок мав назву на честь російського поета Миколи Некрасова (1821—1877). 20 липня 2023 року провулок отримав назву Отонівський.

## Відомі жителі
- Будинок № 1 — генерал Іван Сабанєєв (1816—1829)
- Будинок № 2 — архітектор Луї Отон[ru] (власний будинок)
- Будинок № 7 — Ілля Мечников (1878)